# Edwin Hodge
Edwin Martel Basil Hodge, född 26 januari 1985 i Jacksonville i North Carolina, är en amerikansk skådespelare. Han är känd i rollen som Dante Bishop i de tre första The Purge-filmerna från 2013, 2014 och 2016. Han är den enda skådespelaren som har medverkat i dessa tre filmer.
Hodge föddes som son till Aldis Basil Hodge och Yolette Evangeline Richardson. Fadern kommer ursprungligen från Dominica, medan modern kommer från Florida. Han är också äldre bror till skådespelaren Aldis Hodge.

## Filmografi (i urval)

### Filmer
- 1995 – Die Hard – Hämningslöst
- 1996 – Long Kiss Goodnight
- 2000 – Big Mommas hus
- 2003 – Hangman's Curse
- 2003 – National Lampoon Presents Dorm Daze
- 2004 – The Alamo
- 2006 – All the Boys Love Mandy Lane
- 2009 – Kill Theory
- 2011 – Take Me Home Tonight
- 2012 – Red Dawn
- 2013 – The Purge
- 2014 – The Purge: Anarchy
- 2016 – The Purge: Election Year
- 2018 – Bumblebee
- 2021 – The Tomorrow War

### TV-serier
| - 1993–1995 – Sesam (TV-serie) - 1995 – Spanarna (TV-serie) - 1998 – Sjunde himlen (TV-serie) - 2000 – Angel (TV-serie) - 2000–2002 – Boston Public (TV-serie) - 2001 – Freaky Finnertys (TV-serie) - 2003 – Touched by an Angel (TV-serie) - 2004–2005 – Jack & Bobby (TV-serie) - 2005 – Cold Case (TV-serie) - 2006 – Invasion (TV-serie) - 2006 – Grey's Anatomy (TV-serie) - 2009 – Ghost Whisperer (TV-serie) - 2009 – Heroes (TV-serie) - 2009 – Bones (TV-serie) - 2009 – Mental (TV-serie) | - 2010 – Leverage (TV-serie) - 2010 – One Tree Hill (TV-serie) - 2010 – CSI: Miami (TV-serie) - 2012 – NCIS (TV-serie) - 2012 – Private Practice (TV-serie) - 2012–2013 – Cougar Town (TV-serie) - 2013 – NCIS: Los Angeles (TV-serie) - 2013–2015 – Chicago Fire (TV-serie) - 2016 – Rosewood (TV-serie) - 2016 – Secret and Lies (TV-serie) - 2017 – Sleepy Hollow (TV-serie) - 2017–2018 – Six (TV-serie) - 2018–2019 – Mayans M.C. (TV-serie) - 2019 – For All Mankind (TV-serie) - 2022 – Good Sam (TV-serie) - 2022–nutid – FBI: Most Wanted (TV-serie) |